# William Bundy
William Putnam Bundy (* 24. September 1917 in Washington, D.C.; † 6. Oktober 2000 in Princeton, New Jersey) war ein US-amerikanischer Journalist und Regierungsbeamter, der unter anderem von 1963 bis 1964 Assistant Secretary of Defense for International Security Affairs sowie zwischen 1964 und 1966 als Assistant Secretary of State for Far Eastern Affairs beziehungsweise als Assistant Secretary of State for East Asian and Pacific Affairs maßgeblicher Berater der US-Präsidenten John F. Kennedy sowie Lyndon B. Johnson im Vietnamkrieg war. Später war er zwischen 1972 und 1984 Herausgeber der vom Council on Foreign Relations publizierten außenpolitischen Fachzeitschrift Foreign Affairs.

## Leben

### Studium und Zweiter Weltkrieg
Bundy, Sohn des Juristen und Politikers Harvey Hollister Bundy, besuchte die Groton High School in Massachusetts, die er 1935 als Jahrgangsbester abschloss. Danach begann er ein Geschichtsstudium an der Yale University, das er 1939 mit einem Bachelor of Arts (B.A. History) beendete. Während seines Studiums arbeitete er für die Yale Daily News und spielte für die Universität in der Hockey-Mannschaft. Des Weiteren war er Präsident des Debattierclubs Yale Political Union. Nachdem er sein postgraduales Studium der Geschichte an der Harvard University 1940 mit einem Master of Arts (M.A. History) abgeschlossen hatte, nahm er ein Studium der Rechtswissenschaften an der Harvard Law School auf.
Dieses unterbrach er jedoch nach dem Angriff auf Pearl Harbor durch die Kaiserlich Japanischen Marineluftstreitkräfte am 7. Dezember 1941 und trat in das US Army Signal Corps ein, die Fernmeldetruppe des US-Heeres. In der Folgezeit arbeitete er bis zum Ende des Zweiten Weltkrieges in Großbritannien an der Government Code and Cypher School in Bletchley Park an der Entzifferung des Nachrichtenverkehrs der deutschen Wehrmacht. Zuletzt wurde er zum Major befördert und für seine Verdienste mit dem Legion of Merit sowie dem Order of the British Empire (MBE) geehrt.

### Mitarbeiter der CIA und McCarthy-Ära
Nach Kriegsende setzte Bundy sein Studium fort und schloss dieses 1947 mit einem Bachelor of Laws (LL.B.) ab. Nach seiner darauf folgenden anwaltlichen Zulassung war er bis 1950 als Rechtsanwalt in der Anwaltskanzlei Covington and Burling in Washington, D.C. tätig. Nach Ausbruch des Koreakrieges beabsichtigte er zunächst wieder in die US Army einzutreten, wurde aber stattdessen aber 1951 Mitarbeiter der Central Intelligence Agency (CIA). Bereits kurz darauf wurde er Chef des Stabes zur Vorbereitung der Einschätzungen nationaler Nachrichtendienste hinsichtlich der Situation und Politik in anderen Staaten. Zu seinen Aufgaben gehörte dabei die Vorbereitung und Koordinierung von Berichten für die Treffen des Nationalen Sicherheitsrates (National Security Council) von Präsident Dwight D. Eisenhower.
1953 wurde ihm während der McCarthy-Ära von dem republikanischen Senator aus Wisconsin Joseph McCarthy im Rahmen von dessen antikommunistischen Untersuchungen vorgeworfen, 400 $ für die Verteidigung des wegen Spionage für die Sowjetunion verdächtigten Rechtsanwalt Alger Hiss gespendet zu haben. Hierzu erklärte er, dass einer der Juniorpartner der Kanzlei Covington and Burling David Hiss, der Bruder von Alger Hiss sei, und er lediglich einen fairen Prozess für Alger Hiss unterstützen wollte. Der damalige Außenminister Allen Welsh Dulles und Vizepräsident Richard Nixon verteidigten Bundy, so dass der Vorwurf McCarthys letztlich fallengelassen wurde.

### Commission on National GoalsundAssistant Secretary of Defense for International Security Affairs
Zu dieser Zeit begann sich Bundy nach dem Indochinakrieg auch mit der Situation in Vietnam zu beschäftigen. Anders als viele andere Analysten lehnte er jedoch die Durchführung demokratischer Wahlen in Südvietnam ab und trat vielmehr dafür ein, dass Premierminister Ngô Đình Diệm ohne Wahlen an der Macht bleiben sollte und konnte damit Außenminister Dulles überzeugen. 1959 wurde er Stabsabteilungsleiter der von Präsident Eisenhower eingesetzten Commission on National Goals, die sich mit Fragen zukünftiger nationaler Ziele und Programme befasste. Diese privat geförderte Gruppe unter Vorsitz von Henry Wriston bestand neben ihm aus Frank Pace, Jr., Erwin D. Canham, James Bryant Conant, Colgate Darden, Crawford Greenewalt, Alfred M. Gruenther, Learned Hand, Clark Kerr, James R. Killian und George Meany. Die Kommission beschäftigte sich unter anderem mit dem Entwurf zum Bürgerrechtsgesetz von 1960 (Civil Rights Act), dem Kampf gegen die Armut sowie der Stärkung der Arbeitnehmerrechte für Frauen und wurde durch ihre Themen letztlich zu einem Vorentwurf der später unter dem Namen Great Society bekannt gewordenen Reformprogramme von Präsident Lyndon B. Johnson.
1961 wurde Bundy Stellvertreter von Paul Nitze, dem Assistierenden Verteidigungsminister für internationale Sicherheitsangelegenheiten (Assistant Secretary of Defense for International Security Affairs). Nachdem Nitze am 29. November 1963 das Amt des Marineministers (US Secretary of the Navy) übernommen hatte, wurde Bundy als dessen Nachfolger selbst Assistant Secretary of Defense for International Security Affairs und beschäftigte sich damit maßgeblich mit außen- und militärpolitischen Fragen.

### Assistant Secretary of Stateund Vietnamkrieg
Am 16. März 1964 löste Bundy Roger Hilsman als Assistant Secretary of State for Far Eastern Affairs ab und wurde damit zum Leiter des Referats für Fernost-Angelegenheiten im US-Außenministerium. In dieser Funktion prägte er maßgeblich die außenpolitische Ausrichtung der USA im Vietnamkonflikt und beriet den Außenminister und stellvertretenden Außenminister aufgrund der Berichte der Fachleute aus seinem Referat.
Im Herbst 1964 versuchte er die Eskalation des Vietnamkrieges durch sein am 19. Oktober 1964 veröffentlichtes Memorandum einzudämmen, und zwar durch eine schwere Bombardierung Nordvietnams für weniger als eine Woche. Durch diesen strategischen Vorschlag erhoffte er sich eine internationale Krise zu schaffen, aufgrund derer die USA die Vereinten Nationen bitten könnte, die Indochinakonferenz von 1954 wieder aufleben zu lassen, um dadurch einen Waffenstillstand zu verhandeln. Als mögliches Ergebnis erhoffe sich Bundy eine Koalitionsregierung, die möglicherweise später kommunistisch sein würde. Das Memorandum fand jedoch keine Beachtung. In einem zweiten Memorandum von Ende November 1964 schlug er eine weitgehend ähnliche Strategie vor, die jedoch friedvoller war und auch Verhandlungen für einen Rückzug vorsah. Dies wurde aber sowohl durch Verteidigungsminister Robert McNamara als auch durch Außenminister Dean Rusk abgelehnt.
Vor der Entscheidung größere US-Truppenverbände nach Vietnam zu entsenden, wurde im Sommer 1965 ein weiterer Vorschlag für einen möglicherweise weniger aggressiven Kurs unterbreitet. Der stellvertretende Außenminister (United States Under Secretary of State) George Wildman Ball trat für einen milderen Kurs ein und versuchte Bundy zur Unterstützung zu gewinnen, was dieser jedoch ablehnte. Im Rahmen eines Ministerialerlasses wurde zum 1. November 1966 seine Amtsbezeichnung in Assistant Secretary of State for East Asian and Pacific Affairs geändert, wodurch er zukünftig Leiter des Referats für Ostasien und den Pazifikraum (Bureau of East Asian and Pacific Affairs) war.
Am 4. Mai 1969 schied Bundy aus der Regierung aus und wurde am 5. Mai 1969 als Assistant Secretary of State for East Asian and Pacific Affairs durch den bisherigen Botschafter in Indonesien Marshall Green abgelöst.

### Hochschullehrer, Kolumnist und Herausgeber vonForeign Affairs

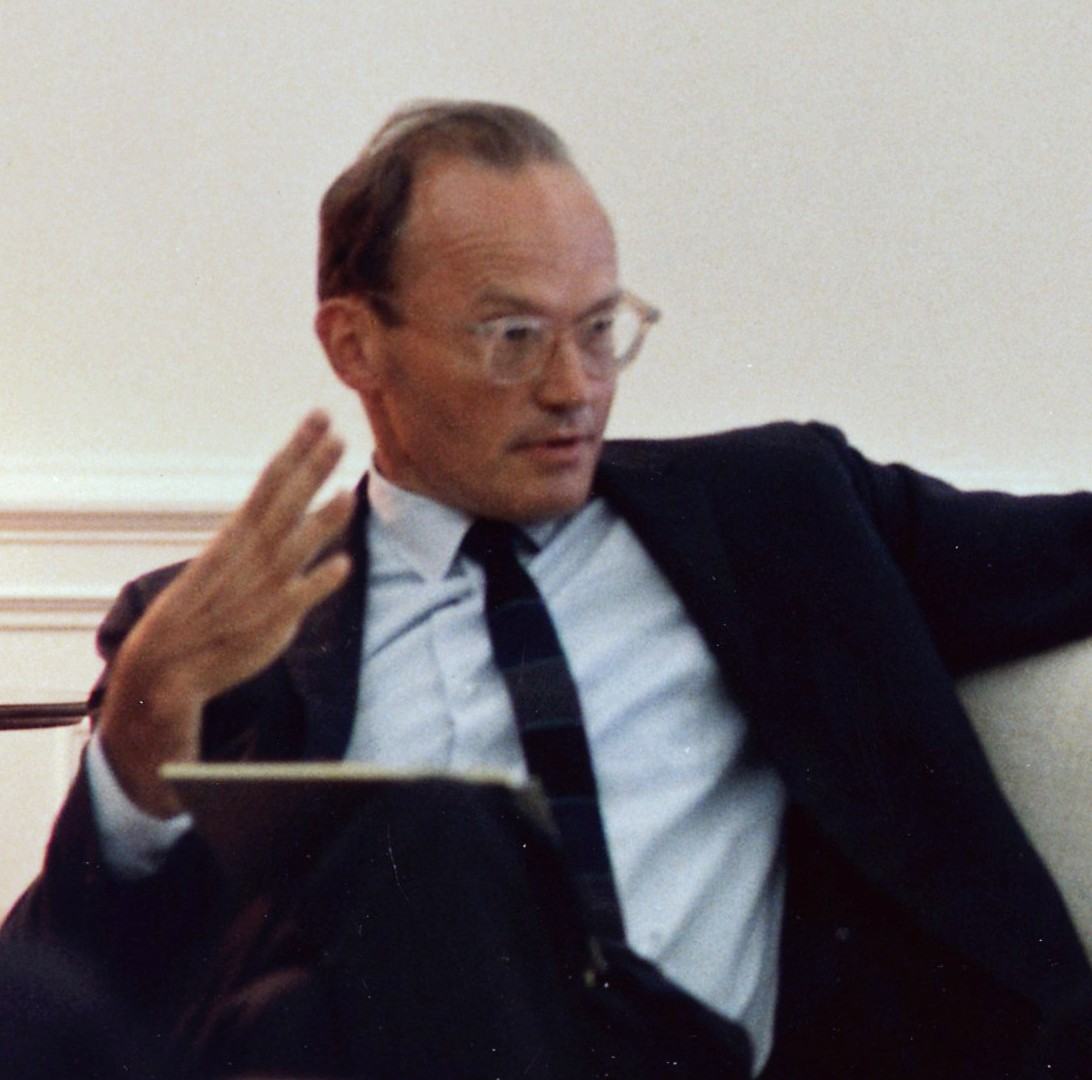
William Bundys jüngerer Bruder McGeorge Bundy war zwischen 1961 und 1966 Nationaler Sicherheitsberater der Präsidenten John F. Kennedy und Lyndon B. Johnson

Bundy war neben seiner Regierungstätigkeit zwischen 1964 und 1984 Mitglied der von Dwight D. Eisenhower gegründeten Denkfabrik The American Assembly sowie von 1964 bis 1972 auch Mitglied des Vorstandes der privaten Denkfabrik Council on Foreign Relations (CFR). Er wurde darüber hinaus 1964 Mitglied der American Academy of Arts and Sciences. Er übernahm im Mai 1969 eine Professur am Zentrum für internationale Studien (Center for International Studies) des Massachusetts Institute of Technology (MIT). Zu dieser Zeit wuchsen die Anti-Vietnamkrieg-Proteste in den USA, die dazu führten, dass Bundy an der Hochschule als „Mörder“ und „Lügner“ bezeichnet wurde und eine Bombe im Badezimmer seines Büros explodierte. Zugleich war er von 1970 bis 1972 als Kolumnist für das Nachrichtenmagazin Newsweek tätig.
Im Oktober 1972 wurde Bundy Herausgeber der vom Council on Foreign Relations publizierten außenpolitischen Fachzeitschrift Foreign Affairs und übte diese Funktion bis 1984 aus. In dieser Funktion ermöglichte er auch Vietnamkriegsgegnern wie Richard Barnet die Veröffentlichung von Artikeln, der Kriegsförderer des „bürokratischen Mordes“ (‚bureaucratic homicide‘) anklagte. Neben dieser Tätigkeit war er als Gastprofessor an der Princeton University tätig.
Bundy war verheiratet mit Mary Acheson Bundy, einer Tochter des ehemaligen Außenministers Dean Acheson. Aus dieser Ehe gingen die Söhne Michael Bundy und Christopher Bundy sowie die Tochter Carol Bundy hervor. Sein jüngerer Bruder McGeorge Bundy war zwischen 1961 und 1966 Nationaler Sicherheitsberater der Präsidenten John F. Kennedy und Lyndon B. Johnson.

## Veröffentlichung
- A Tangled Web: The Making of Foreign Policy in the Nixon Presidency, 1998

## Hintergrundliteratur
- Kai Bird: The Color of Truth: McGeorge Bundy and William Bundy: Brothers in Arms, 1998